# 月刊 松坂桃李
『月刊 松坂桃李』（げっかん まつざかとおり）は、WOWOWプライムにて放送されたドラマ。2024年10月20日から12月15日まで毎月第3日曜 21時00分 - 21時45分に連続3ヶ月で全3話が放送された。

## 概要
松坂桃李が長年温めてきた原案をもとに、松坂自身が主演を務め、三人の監督 松居大悟、沖田修一、齊藤工と共に映像化する。なお、タイトルに「特集」の文字があるように、松坂の妄想から生まれた3作品のメイキングやインタビューを盛り込んだ作品の裏側を紹介していく映像を、ドキュメンタリー風ドラマ（モキュメンタリー）とした構成となっている。

## 各話

### 第1話 10月号 松居大悟監督「横★須★賀 探偵事務所」特集
あらすじ
自身原案の映画「横★須★賀 探偵事務所」の制作に情熱を傾ける松坂桃李は、ロケ地に事前に実際に住んでみたり、現場で突然の変更や再撮影を提案したり、過度なリアリティを追求していった。
キャスト
- 松坂桃李（「横★須★賀 探偵事務所」役柄：龍哉） - 松坂桃李[2]
- 見上愛（「横★須★賀 探偵事務所」役柄：さや） - 見上愛 [2]
- 永瀬正敏（「横★須★賀 探偵事務所」役柄：甲本） - 永瀬正敏 [2]
- 本折最強さとし（「横★須★賀 探偵事務所」で龍哉と闘う男）- 本折最強さとし[3]
- カムラ・サミ（「横★須★賀 探偵事務所」で握手する男） - ナカムラ・サミ
- 西原誠吾（「横★須★賀 探偵事務所」プロデューサー）- 西原誠吾
- 山崎将平（「横★須★賀 探偵事務所」助監督）- 山崎将平
- 工藤考生（松坂桃李現場マネージャー）- 工藤考生[4]

### 第2話 11月号 沖田修一監督「ダンディ・ボーイ。」特集
あらすじ
自身原案の映画「ダンディ・ボーイ。」に松坂桃李は“ほっこり”をテーマとする映画づくりをする為、制作にほっこりコーディネーターを参加させることにした。
キャスト
- 松坂桃李（「ダンディ・ボーイ。」役柄：吉男） - 松坂桃李[2]
- 芳根京子（「ダンディ・ボーイ。」役柄：ちはる） - 芳根京子[2]
- 光石研（「ダンディ・ボーイ。」役柄：野澤組組長） - 光石研[2]
- いとうこい（「ダンディ・ボーイ。」役柄：智恵子） - いとうこい[5]
- もう中学生（「ダンディ・ボーイ。」役柄：多田充） - もう中学生
- 阿部亮平（「ダンディ・ボーイ。」役柄：木村組組長） - 阿部亮平
- 松永有紗（「ダンディ・ボーイ。」役柄：サユリ） - 松永有紗[6]
- 飯田桃子（「ダンディ・ボーイ。」役柄：野澤組組長の若妻） - 飯田桃子[7]
- 亀田暖人（ほっこりコーディネーター） - 奥田洋平[8]
- 工藤考生（松坂桃李マネージャー）- 工藤考生[9]
- 声 - 中村倫也

### 第3話 12月号 齊藤工監督「何もきこえない。」特集
あらすじ
自身原案の映画「何もきこえない。」を、監督を齊藤工とAIのバーグ監督と共同で制作することにし、バーグ監督は松坂桃李にAIの表現方法を指導していった。
キャスト
- 松坂桃李（「何もきこえない。」役柄：人型AI Ho-1） - 松坂桃李 [2]
- 白本彩奈（「何もきこえない。」役柄：サツキ） - 白本彩奈 [2]
- 満島真之介（「何もきこえない。」役柄：アキラ） - 満島真之介 [2]
- 工藤考生（松坂桃李マネージャー） - 工藤考生
- 制作部役/制作部現場のメイキング - 日下玉巳[10]
- 斉藤工（「何もきこえない。」人間の監督）- 斉藤工
- 声（AI） - 宮脇美咲

## スタッフ
- 原案 - 松坂桃李
- 監督 - 松居大悟、沖田修一、齊藤工
- チーフプロデューサー - 射場好昭
- プロデューサー - 畑希亜良、宮田幸太郎、和田圭介
- 制作プロダクション - スタジオブルー
- 制作著作 - WOWOW

## 放送日程
| 放送回 | タイトル                                       | 放送日程 | 監督     |
| ------ | ---------------------------------------------- | -------- | -------- |
| 第1話  | 10月号 松居大悟監督「横★須★賀 探偵事務所」特集 | 10月20日 | 松居大悟 |
| 第2話  | 11月号 沖田修一監督「ダンディ・ボーイ。」特集  | 11月17日 | 沖田修一 |
| 第3話  | 12月号 齊藤工監督「何もきこえない。」特集      | 12月15日 | 齊藤工   |